# Massicus theresae
Massicus theresae är en skalbaggsart som först beskrevs av Maurice Pic 1946.  Massicus theresae ingår i släktet Massicus och familjen långhorningar. Inga underarter finns listade i Catalogue of Life.